# Христо Урумов
Христо Д. Урумов е български възрожденски просветен деец в Македония.

## Биография
Христо Урумов е роден в град Радовиш, тогава в Османската империя. Учи при Стефан Салгънджиев в българското училище в град Сяр. През 1876 година е определен от Салгънджиев да преподава в училището в махалата Долна Каменица в Сяр, като му заплаща от собствената си заплата. Тук той учителства до началото на 1878 година, когато българското училище в града е закрито. През учебната 1878 - 1879 година е назначен от Българската екзархия за учител в град Гумендже, Солунско. Подпомаган от общинския учител Гоно Пейков, Урумов преподава в града три учебни години. През 1881 година двамата са изпратени от властите на заточение, наклеветени като размирници и комитаджии. След шест месечен престой в затвора в Солун е въдворен в родното си място със забрана да го напуска.